# Spilosoma lubricipedum
Spilosoma lubricipedum là một loài bướm đêm thuộc phân họ Arctiinae, họ Erebidae.